# Brielle
Brielle (mai demult Den Briel) este o comună și o localitate în provincia Olanda de Sud, Țările de Jos. Comuna este situată în partea de nord a insulei Voorne. La 1 ianuarie 2007 comuna Brielle avea 15.922 de locuitori, și o suprafață de 31,32 km² din care 3,71 km² e apă.

## Localități componente
Brielle (cca 9.000 loc.), Vierpolders și Zwartewaal.

## Istoric
În 1572 Brielle a fost capturat de rebelii protestanți, la începutul revoltei olandeză împotriva regelui Filip al II-lea al Spaniei. Acest fapt istoric e celebrat în fiecare an pe 1 aprilie. Momentul a reprezentat un punct crucial în timpul conflictului, numărul de orașe care s-au alăturat cauzei rebele crescând în perioada următoare. În timpul bătăliei, protestanții au ucis un grup de catolici denumit de atunci ca și martirii din Gorcum, orașul devenind un loc de pelerinaj în memoria acestora. 